# Alectoris magna
Alectoris magna е вид птица от семейство Phasianidae.

## Разпространение
Видът е разпространен в Китай.